# 小林一枝 (洋画家)
小林 一枝（こばやし かずえ、1933年〈昭和8年〉 - 2011年〈平成23年〉11月）は、日本の洋画家。夫は文筆家の小林昭三。

## 略歴
千葉県習志野市に生まれる。1937年（昭和12年）には山梨県韮崎市へ移住し、山梨大学美術科において洋画を学ぶ。山梨大学卒業後は山梨において教員を務める傍ら制作を行い、峡北美術協会や1937年（昭和12年）に創設された山梨美術協会へ出品を行っている。1954年（昭和29年）には山梨美術展奨励賞を受賞する。1955年（昭和30年）には峡北美術協会会員となる。1959年（昭和34年）には第20回山梨美術協会20周年記念展で会員に推薦されている。
小林は二科会の織田廣喜の知縁を得て、織田の推薦で二科展に出展を行い、1959年（昭和34年）には初入選している。その後、二科展への出展は取りやめ、山梨美術協会展への出展を続けている。1967年（昭和42年）から1973年（昭和48年）にかけて4回の個展を開催している。1981年（昭和56年）には船岡賞を受賞する。
山梨県を拠点に活動を行った洋画家・佐野智子（1925年 - 1994年）は、山梨を拠点に活動を行う女性画家の奨励を目的に1977年（昭和52年）に二美会会員の桑原浜子・竹田春子とともに「三人展」を開始し、1979年（昭和54年）には小林と川口和子を加え第1回「女流五人展」を開催する。女流五人展はその後「九人展」に発展し、小林は第10回展まで出展を行っている。1992年（平成4年）には山梨美術協会の永年会員となる。中央画壇では1994年（平成7年）に創元会会員となっている。
2011年（平成23年）には山梨美術協会総会において会長・斎藤武士が退任したことにより、新会長に須田國生が就任し小林と手塚義彦を副会長に新体制が発足した。山梨美術協会会員のうち女性会員で役員となった人物は、2016年時点で小林のほか相談役を務めた竹田春子がいる。小林は同年11月に死去。
小林は織田廣喜の幻想的な画風に学び、画題には寺院や田園風景を好み、明るく優しい色彩で寺の参道や山門などを多く描いている。

## 作品
- 《神護寺近くの茶店》山梨県立美術館所蔵、1982年
- 《安曇野の初夏》山梨県立美術館所蔵、2009年
- 《おだやかな牧場》山梨県立美術館所蔵、2011年

## 著作
- 『小林一枝 (日本の現代作家100人)』藝術出版社、2014年。